# متیل‌فنوباربیتال
متیل‌فنوباربیتال(INN) که با نام‌های مفوباربیتال(USAN , JAN) و مفوباربیتون (BAN) نیز شناخته می‌شود، و با نام‌های تجاری مانند Mebaral , Mephyltaletten , Phemiton و Prominal به بازار عرضه می‌شود، داروییست که از مشتقات باربیتورات محسوب شده و عمدتاً به عنوان یک ضد تشنج استفاده می‌شود. همچنین به عنوان آرام بخش و ضد اضطراب نیز تجویز می‌شود. این ترکیب، آنالوگ N-متیله شده فنوباربیتال است و دارای اندیکاسیون‌ها، ارزش درمانی و تحمل پذیری مشابه با فنوباربیتال است.

## همچنین ببینید
- فنوباربیتال